# Flag (аниме)
Flag (яп. フラッグ Фураггу, Флаг) — аниме-сериал в жанре меха, созданный режиссёром Рёсукэ Такахаси. Показывался с 6 июня 2006 года как платное потоковое веб-видео на канале Bandai. Эпизоды 1 и 2 транслировались 18 августа 2006 года на аниме PPV-канале SKY Perfect Perfect Choice ch.160. Стилистически использовались фото и видео POV — видеокамеры небольших размеров, размещаемой обычно на голове, а также изображения веб-камеры, чтобы сделать сериал похожим на документальный, несмотря на то, что это анимационная драма. Дизайн персонажей выполнил Кадзуёси Такэути, а дизайн мехов — Кадзутака Миятакэ. В 2007 году появился фильм-компиляция Flag Director's Edition.

## Сюжет
Саэко Сирасу — 25-летний военный фотожурналист, которая стала знаменитостью после того, как сняла гражданских лиц, поднимающих импровизированный флаг ООН в разрушенной войной Уддияне (прототипом которой послужили события в Непале и Афганистане). Фотография стала символом мира. Однако незадолго до достижения мирного соглашения вооружённая экстремистская группировка похитила флаг, чтобы помешать перемирию. Миротворцы ООН решили тайно отправить спецподразделение в экзоскелетах HAVWC, чтобы вернуть флаг. В связи с упомянутой фотографией Саэко Сирасу предложили работу в миротворческом отряде SDC в качестве военного корреспондента.

## Роли озвучивали
| Актёр           | Роль                               |
| --------------- | ---------------------------------- |
| Рэна Танака     | Саэко Сирасу                       |
| Наруми Хидака   | капитан Крис Эверсалт              |
| Такаси Нагасако | второй лейтенант Нади Оловоканди   |
| Юко Сато        | второй лейтенант Хакан Акбал       |
| Ю Асакава       | первый лейтенант Роуэлл Су-Минг    |
| Кэндзи Номура   | первый лейтенант Ян Никканен       |
| Хироси Ивасаки  | первый лейтенант Кристиан Бероквай |
| Синдзи Кавада   | первый лейтенант Син Итиянаги      |
| Унсё Исидзука   | Кэйити Акаги                       |
| Санаэ Кобаяси   | Лиза                               |
| Сиро Сайто      | Нарая                              |

## Список серий
| №  | Название                                                                          | Дата оригинального показа |
| -- | --------------------------------------------------------------------------------- | ------------------------- |
| 1  | Флаг «Furaggu» (フラッグ)                                                         | 16.06.2006                |
| 2  | Портрет «Pōtorēto» (ポートレート)                                                 | 30.06.2006                |
| 3  | Репортаж с передовой «Dōkō Shuzai» (同行取材)                                     | 14.07.2006                |
| 4  | Ночь новолуния «Shingetsu no Yoru» (新月の夜)                                     | 28.07.2006                |
| 5  | Парабола тьмы «Kurayami no Sōkyokusen» (暗闇の双曲線)                             | 11.08.2006                |
| 6  | Свет во тьме «Yami no Naka no Hikari» (闇の中の光)                                | 25.08.2006                |
| 7  | Перезапуск «Saishidō» (再始動)                                                    | 12.01.2007                |
| 8  | XR-2 Longku «Ikkusuāru-Tsū Ronkū» (XR-2 ロンクー)                                 | 19.01.2007                |
| 9  | Юрты и земля «Geru to Taichi» (ゲルと大地)                                        | 26.01.2007                |
| 10 | SDC + 1 «Shīdakku Purasu Wan» (シーダック+1)                                      | 09.02.2007                |
| 11 | Воссоединение через видоискатель «Faindā-goshi no Saika» (ファインダーごしの再会) | 16.02.2007                |
| 12 | Вернуть флаг «Furaggu Dakkan» (フラッグ奪回)                                      | 23.02.2007                |
| 13 | На свет «Hikari no Naka e» (光の中へ)                                             | 02.03.2007                |

## Выпуск на видео
Flag вышел в Японии на 6 DVD от Bandai Visual в 2006—2007 годах. Формат — 1,33:1 (4:3), звук — Dolby Digital 5.1. Что касается применения 1,78:1, то это результат анаморфирования. Средний битрейт 6 Мбит/с, без артефактов. Качество изображения для стандартной чёткости высокое, зернистость присутствует для эффекта фото и видеоплёнки. Это передаёт атмосферу военного времени. Технология прекрасно сочетается с персонажами. CGI использовалась в основном на военной технике. В Bandai сделали всё возможное, чтобы обеспечить отличный трансфер. Дополнительные материалы в обычном и коллекционном изданиях представлены незначительно.
Фильм Flag Director's Edition издавался на Blu-ray компанией Aniplex в 2007 году в соотношении 1,78:1 (1080i) и со звуком LPCM 5.1.